# Felsenmalereien von Kondoa
Die Felsenmalereien von Kondoa sind eine Ansammlung von Felszeichnungen im Distrikt Kondoa in Tansania. Sie finden sich in einer Reihe von Hügeln, die die westlichen Hänge des Afrikanischen Grabenbruchs bilden und auf die Massai-Steppe hinunterschauen. Im Tal führt knapp 10 km östlich die Hauptstraße Dodoma–Arusha vorbei. Seit 2006 sind die Malereien auf der UNESCO-Liste des Weltkulturerbe eingetragen.
Bekannt sind einige hundert Höhlen und Felsüberhänge, in denen Zeichnungen zu finden sind. Sie sind bisher nicht systematisch erforscht worden. Die ersten Untersuchungen gehen auf Louis Leakey in den 1930er Jahren zurück. Seine damals geäußerte Vermutung, die ältesten Zeichnungen einige tausend Jahre alt sind, wurde in der Folge bezweifelt. Inzwischen scheint jedoch Einigkeit zu bestehen, dass die Tradition deutlich älter als 1500 Jahre ist. Für das Alter der jüngsten Malereien gibt es keine gesicherten Angaben.
Unter Leitung von Ludwig und Margit Kohl-Larsen fand von 1934 bis 1936 eine mit Mitteln der Deutschen Forschungsgemeinde unterstützte Afrikaexpedition statt. Rund um den Tanganjikasee wurden zahlreiche Felsbilder aufgenommen. Als Fundstätten wurden die Sonnenhöhle, die Mumbahöhle, die Jindagahöhle, Issanuland, die Kuppelhöhle, die Kininngohöhle, die Kirmiwand, die Trommelhöhlen, die Straußhöhle, die Mkirampirewand, die Kongoniwand, Giraffenbalm, Mugunzawand, die Dornbuschwand, die Kleineelefantenwand, die Ngombewand, Mutintitimobalm, die Antilopenwand, Ost- und Westbalm, Kibokobalm, Kisaanabalm, die Fundstelle von Mssensemo, Löwenbalm, die Kakahöhle, Kongonibalm, Kirondabalm, die Kenkangombewand, Elefantenbalm, die Runennische, die Vilamkonowand, die Sperrhöhle, die Hyänenhöhle, Guruibalm, die Tongefelswand, die Sturmfelswand, Singindabalm, die Guilewand, die Mtorowand, Mangasitabalm, die Ssandauwehöhle, Lakozebalm, die Flusshöhle, die Elemasawand, die Malamandahöhle, die Bubuhöhle, die Komarohöhle und die Mridjohöhle untersucht. Schon allein die Anzahl der Fundstätten lässt vermuten, dass es sich um eine Vielzahl an Petroglyphen und Malereien handelt. Als Bildmotive finden sich neben Tier-, Menschen- und Pflanzendarstellungen auch abstrakte Symbole. Die Originalzeichnungen befinden sich im Vor- und Frühgeschichtlichen Institut der Universität Tübingen.
Viele Stätten sind mit heute noch praktizierten Ritualen der Hadza und der Sandawe verbunden.
In dem Ort Kolo hat die bekannte Paläoanthropologen-Familie Leakey in den 1970er Jahren ein kleines Besucherzentrum eingerichtet, das inzwischen von der tansanischen Antikenverwaltung übernommen wurde. Diese hat auch Führer eingestellt, zudem kümmern sich lokale Komitees um die Stätten.